# Donji Lapac
Donji Lapac (Hongaars: Alsólapac; Servisch: Доњи Лапац) is een gemeente in de Kroatische provincie Lika-Senj.
Donji Lapac telt 1880 inwoners. De oppervlakte bedraagt 354,2 km², de bevolkingsdichtheid is 5,3 inwoners per km².

## Plaatsen
Naast Donji Lapac omvat de gemeente de volgende plaatsen:
| - Birovača - Boričevac - Brezovac Dobroselski - Bušević - Dnopolje - Dobroselo - Doljani - Gajine - Gornji Lapac | - Kestenovac - Kruge - Melinovac - Mišljenovac - Nebljusi - Oraovac - Donji Štrbci - Gornji Štrbci |

Steden (gradovi): Gospić · Novalja · Otočac · Senj

Gemeenten (općine): Brinje · Donji Lapac · Karlobag · Lovinac · Perušić · Plitvička Jezera · Udbina · Vrhovine